# 버니 클레어

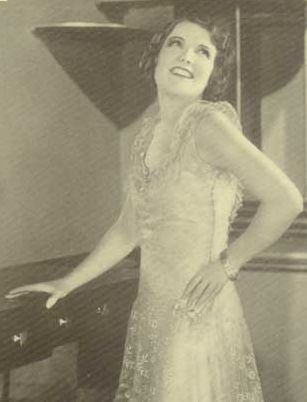

버니 클레어(Bernice Claire, 1907년 3월 22일 ~ 2003년 1월 17일)는 미국의 배우, 가수, 영화배우이다.
오클랜드에서 태어났으며 포틀랜드에서 사망하였다. 사인은 폐렴이다.

## 영화
- 넘버드 멘 (1930년)
- 키스 미 어게인 (1930년)
- 탑 스피드 (1930년)
- 스프링 이즈 히어 (1930년)
- 송 오브 더 플레임 (1930년)
- 노, 노, 나네트 (1930년)